# Calyptrochaeta ramosa
Calyptrochaeta ramosa är en bladmossart som beskrevs av Benito C. Tan och H. Robinson 1990. Calyptrochaeta ramosa ingår i släktet Calyptrochaeta och familjen Hookeriaceae. Inga underarter finns listade i Catalogue of Life.